# Shamir
Lo shamir, secondo la mitologia ebraica, fu forse, quindi senza certezza per la traduzione, una sorta di "verme di luce" leggendario che tagliava le pietre per il Santuario. Altre fonti ebraiche indicano con quel nome un mistico strumento usato da re Salomone per la costruzione del tempio, al posto degli strumenti di ferro. Nel dizionario ebraico, shamir vuol dire: diamante, finocchio o paliuro.

## Lo Shamir di Salomone
Lo Shamir (Hebrew : שׇׁמִיר ; arabo : حجر السامور hajar as-Samur) è una vite senza fine o una sostanza che ha il potere di tagliare la pietra. Si dice che il re Salomone lo abbia usato nella costruzione del Primo Tempio a Gerusalemme al posto degli utensili da taglio. Per la costruzione del Tempio, che promuoveva la pace, non era opportuno utilizzare strumenti che potessero anche provocare guerre e spargimenti di sangue.
Riferito in tutto il Talmud e il Midrashim , lo Shamir era noto per essere esistito al tempo di Mosè, come una delle dieci meraviglie create alla vigilia del primo sabato , appena prima che Yahweh finisse la creazione.  Mosè avrebbe usato lo Shamir per incidere le pietre Hoshen (corazza sacerdotale) che erano state inserite nel pettorale. Salomone, consapevole dell'esistenza dello Shamir, ma ignaro della sua posizione, commissionò una ricerca che portò alla luce un "chicco di Shamir delle dimensioni di un grano d'orzo".
Si dice che gli artigiani di Salomone usassero lo Shamir nella costruzione del Tempio di Salomone. Il materiale da lavorare, che fosse pietra, legno o metallo, è stato influenzato dall'essere "mostrato allo Shamir". Seguendo questa linea logica (tutto ciò che può essere "mostrato" deve avere occhi per vedere), i primi studiosi rabbinici descrissero lo Shamir quasi come un essere vivente. Altre fonti antiche, tuttavia, lo descrivono come una pietra verde. Per la conservazione, lo Shamir doveva essere sempre avvolto nella lana e conservato in un contenitore di piombo; qualsiasi altro vaso scoppierebbe e si disintegrerebbe sotto lo sguardo dello Shamir. Si diceva che lo Shamir fosse stato perso o avesse perso la sua potenza (insieme al "gocciolamento del favo" di Nabucodonosor nel 586 a.C.)
Secondo la leggenda deuterocanonica di Asmodeus, lo Shamir fu dato a Salomone come dono di Asmodeus, il re dei demoni.
Un'altra versione della storia sostiene che un Asmodeus catturato disse a Salomone che lo Shamir era affidato alle cure di una beccaccia. Salomone quindi invia il suo fidato aiutante Benaiah in una missione per recuperarlo.
Il racconto relativo al "Verme e al Demone Saggio" contenuto nel Midrash parla dello Shamìr e di come questo fosse stato affidato all'uccello Bor.